# Chile na Letních olympijských hrách 1928
Chile se účastnilo Letní olympiády 1928 v nizozemském Amsterdamu v 6 sportech. Zastupovalo ho 38 sportovců.

## Medailisté
| Medaile | Jméno        | Sport    | Disciplína   |
| ------- | ------------ | -------- | ------------ |
| Stříbro | Manuel Plaza | Atletika | Muži maraton |